# 保罗·维尔诺
保罗·维尔诺（義大利語：Paolo Virno，1952年5月14日—）是意大利哲学家，符号学家和意大利马克思主义运动的代表。在20世纪60年代和70年代，维尔诺因涉嫌参与红色旅，并被判入狱。他在监狱中度过了几年后被无罪释放，之后他组织了出版物《Luogo Comune》，以表达他在监禁期间所形成的政治观点。 维尔诺目前在罗马第三大学教授哲学。

## 经历
保罗·维尔诺出生在那不勒斯，但在热那亚度过了他的童年和青春期。他在加入1968年的社会运动时有了他的第一次政治经验 - 个人实现与反资本主义之间的联系，这是20世纪60年代批评家的典型，后来成为他的政治哲学的主要原因之一。他在20世纪70年代初与家人一起搬到了罗马，在那里他在大学学习哲学。
与此同时，维尔诺参与了工人运动，并参与了Potere Operaio组织的活动，这是一个召集和动员工业工人的马克思主义团体。 Potere Operaio与苏联和中国的政治共产主义者不同，他们试图将学生团体与工会结合起来，主要集中在工厂和工业工人之中，该项目源于马克思批评理论。 维尔诺参加了这场运动，组织了意大利北部工厂的抗议和罢工，直到1973年解散。
1977年，维尔诺发表了关于工作概念和狄奥多·阿多诺意识理论的博士论文，同时积极参与1977年的运动，该运动围绕着工人的不稳定性进行。他与奥雷斯特·斯卡尔宗（Oreste Scalzone）和佛朗哥·派佩尔诺（Franco Piperno）共同创立的大都会杂志，当时被认为是知识分子运动的主体。两年后，法国大都会的编辑委员会因属于红色旅的指控被判入狱。
对于维尔诺和其他相关人员来说，三年的监护期是一个激烈的智力活动时期。在1982年因“颠覆活动和建立武装团体”而被判12年徒刑（虽然属于红色旅的指控没有实现），维尔诺上诉并在二审中被释放等待审判; 1987年，他最终将与佛朗哥·派佩尔诺一起被无罪释放。这些年来他的经历被纳入了Luogo Comune的出版社，该杂志专门用于分析后福特主义（postfordism）中的生命形式。 1993年，维尔诺离开了他的职位，担任Luogo Comune的编辑，在乌尔比诺大学（University of Urbino）教授哲学。 1996年，他受邀在蒙特利尔大学讲话，回国后，他在科森扎大学（卡拉布里亚）担任语言，符号学和交流伦理学的主席。他现在在罗马第三大学教任教。

## 著作
- Convenzione e Materialismo (1986); Roma: Ed. Theoria
- Opportunisme, Cynisme et Peur. Ambivalence du Désenchantement Suivi de les Labyrinthes de la Langue (1991); Paris-Combas: Editions de l'éclat
- Mondanità. L'idea di "Mondo" tra Esperienza Sensibile e Sfera Pubblica (1994); Roma: Ed. Manifestolibri
- Parole con parole. Poteri e Limiti del Linguaggio (1995); Roma: Donzelli